# Josef Blahož
Doc. JUDr. Josef Blahož, DrSc. (* 26. prosince 1932 Praha) je český právník a odborník na srovnávací ústavní právo. Působí v Ústavu státu a práva Akademie věd České republiky. V minulosti vyučoval na Fakultě právnické Západočeské univerzity. Je také je voleným členem Mezinárodní akademie srovnávacího práva v Haagu.

## Životopis
V roce 1959 ukončil studia na právnické fakultě Univerzity Karlovy. V roce 1966 získal titul JUDr. V 90. letech působil na několika zahraničních univerzitách a účastnil se několika výzkumných programů. Do roku 2009 přednášel na Západočeské Univerzitě. V letech 2002 až 2010 byl rektorem Vysoké školy aplikovaného práva. Za svou vědeckou činnost získal několik ocenění.